# بررسی عامل شیوع بیماری کووید-۱۹ در ایران
عامل شیوع بروز بیماری کروناویروس ۲۰۱۹ در ایران به درستی مشخص نیست. نخستین موارد تأیید شده از این بیماری در ایران در تاریخ ۲۹ بهمن ۱۳۹۸ از قم گزارش شد. هرچند پیش از این نیز موارد مشکوک به این بیماری در ایران گزارش شده بود.

## محل اولیه شیوع بیماری
در خصوص منشأ اولیه بیماری دو فرضیه مطرح است که بیماری نخستین بار در استان قم یا گیلان شیوع یافته‌است.
بر اساس مطالعات انجام شده، منشأ پخش بیماری کروناویروس ۲۰۱۹ در قم واضحاً و مشخصا در ارتباط با چینی‌هایی بود که در این استان بودند؛ تعدادی کارگر چینی که در بهمن ماه رفت‌وآمد داشتند و همچنین یک سری دانشجو که در قم بودند. محمدحسین بحرینی، رئیس دانشگاه علوم پزشکی مشهد، حضور ۷۰۰ طلبه چینی در حوزه علمیه قم را از جمله زمینه‌های انتشار کرونا در این شهر مذهبی عنوان کرده بود. اما وی در ۶ اسفند طی مصاحبه ای با خبرگزاری دانشجو با اشاره به انتشار این خبر توسط خبرگزاری ایسنا گفت که «چنین حرفی نزدم و این خبر از اساس کذب و نادرست است.» این خبرگزاری نیز پس از مدتی تیتر این خبر را تغییر داد. روابط عمومی دانشگاه علوم پزشکی مشهد نیز با صدور اطلاعیه ای تأکید کرد که «چنین مصاحبه ای با رئیس این دانشگاه نشده و این خبر از اساس کذب و نادرست است.» مولوی عبدالحمید، امام جمعه اهل سنت زاهدان، رفت و آمد طلاب چینی که در جامعه المصطفی تحصیل می‌کند را عامل شیوع بیماری در قم مطرح کرده‌است.
سعید نمکی، وزیر بهداشت ایران اعلام کرده‌است که یکی از جان‌باختگان در قم بازرگانی بود که سفرهایی به چین داشته‌است.
یکی از نخستین قربانی‌های این ویروس، برادر یکی از پزشکان شهر قم بود. بر اساس گفته‌های یکی از پزشکان نزدیک به او، این شخص اعلام کرده‌است که پس از یک هفته با اصرار من از برادرم تست کرونا گرفتند و پس از مرگ او خبر مثبت بودن تست او آمد. ده‌ها نفر دیگر نیز با همین علائم مرده‌اند که از آنها تست گرفته نشده و علت دیگری برای مرگ‌شان ثبت کرده‌اند. برادرم سفر خارجی نداشت و در همین شهر قم کرونا گرفته بود.
دو نفر بیمار گزارش شدهٔ مبتلا به کروناویروس از سوی وزارت بهداشت در شهر قم، از افراد مسن و از دو منطقه جداگانهٔ قم بوده و نه تنها سفر خارجی بلکه سفر خارج از استان هم نداشته‌اند.
در ۶ فروردین ۱۳۹۹ علیرضا رئیسی معاون بهداشت وزیر بهداشت با بیان اینکه منشأ این بیماری در قم مشخصا تعدادی کارگر چینی و دانشجو بوده‌اند، گفت وزارت بهداشت احتمال می‌دهد که منشأ هم در قم و هم در گیلان بوده‌است. او تأکید کرد که در مورد گیلان اطلاعاتشان کامل نیست و احتمال می‌دهند تعدادی از دانشجویان ساکن ووهان چین، که قبل از قرنطینه این شهر به استان گیلان بازگشته‌اند هم منشأ بیماری باشند.
به گفته مینو محرز، عضو کمیته کشوری بیماری‌های عفونی وزارت بهداشت و عضو ستاد ملی کرونا، فرضیه دیگر توسط یک گروه همه‌گیرشناسی به ریاست  حق دوست احتمال داده که یک دانشجوی ایرانی نخستین بار بیماری را از چین به گیلان آورده‌است.
در اواخر بهمن ماه مقامات بهداشتی استان گیلان شیوع کرونا در این استان را شایعه قلمداد کرده بودند.

## ادامه یافتن پروازهای بین‌المللی

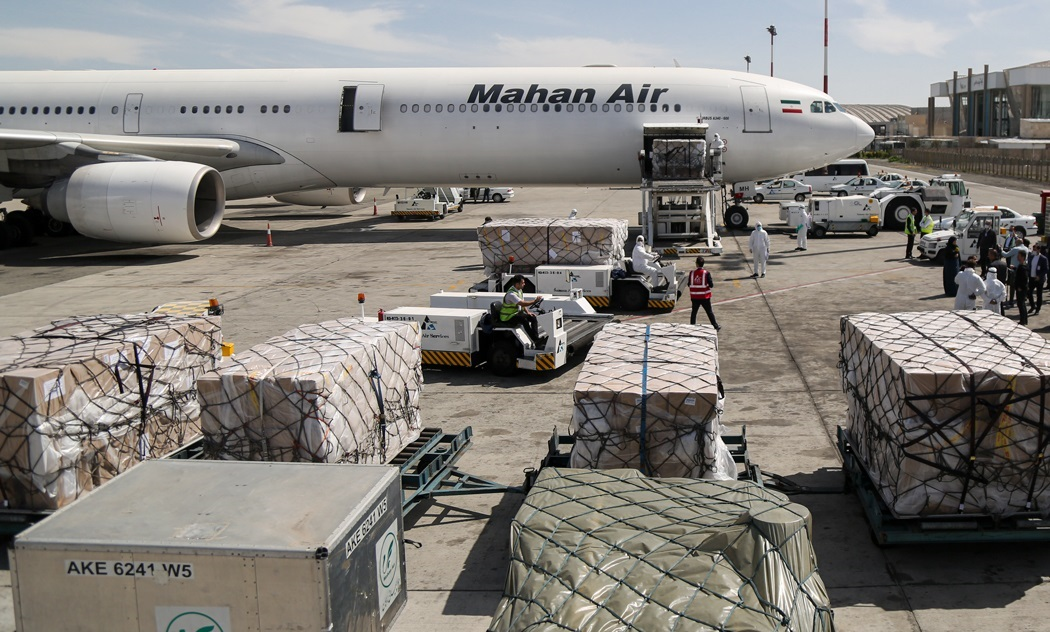
ورود محموله اقلام بهداشتی توسط هواپیمایی ماهان پس از انتقادات گسترده نسبت به عملکرد این شرکت در عدم لغو پروازها به چین.

طی بهمن ماه ۱۳۹۸، علی‌رغم آنکه بسیاری از کشورها پروازهای ورودی از مبدأ چین را برای جلوگیری از ورود کروناویروس جدید به درون مرزهایشان لغو و ممنوع کرده بودند، شرکت هواپیمایی ماهان همچنان به پروازهایش به مبدأ و مقصد چین ادامه می‌داد. همچنین این شرکت از هواپیماهایش برای انتقال مسافران چینی از سایر نقاط از جمله ترکیه، که شرکت‌های هواپیمایی این کشور حاضر به جابجایی مسافران چینی نیستند، پرداخته‌است.
بررسی‌ها نشان می‌دهد که شرکت هواپیمایی ماهان از ۱۶ بهمن تا چهارم اسفند، همچنان به چهار شهر پکن، شانگهای، گوانگجو و شنژن به صورت رفت‌وبرگشت پرواز داشته‌است. این شرکت در این فاصله دستکم ۵۵ پرواز به صورت رفت‌وبرگشت با چین انجام داده‌است. در ۱۳ بهمن سفیر چین در تهران، در توئیتی نوشت که «در دیدار با جناب آقای عرب‌نژاد، مدیر عامل شرکت هواپیمایی ماهان، ایشان اعلام کردند که تمایل دارند همکاری با چین را ادامه دهند». وبگاه تابناک این تصمیم این شرکت هواپیمایی را «سودجویی با ویروس کرونا» نامیدند. این امر در حالی بود که وزارت بهداشت ایران خواستار تعلیق پروازهای ایران به چین شده بود. بهرام پارسایی نمایندهٔ شیراز در مجلس معتقد است سازمان هواپیمایی که مانع انجام پرواز به چین نشد در کنار ایرلاین ماهان از متهمان ردیف اول شیوع ویروس کرونا در ایران هستند.
روزنامهٔ شرق در ۲۰ اسفند ۹۸ در مقاله‌ای نوشت که پرسش‌هایی را در مورد ادامهٔ پروازهای هواپیمایی ماهان به چین در زمان شیوع کرونا، برای آن شرکت ایمیل کرده و در پاسخ از سوی روابط عمومی ماهان بابت «انتشار هرگونه مطلبی که مغایر با دیدگاه آن ایرلاین باشد» تهدید به شکایت شده‌است.

#### پروازهای تهران- پکن
هواپیمایی ماهان طی دوره شیوع ۱۰ پرواز از فرودگاه امام خمینی به پکن و از پایتخت چین نیز ۸ پرواز به تهران را در برنامه خود داشته و صورت داده‌است.
شماره این پروازها که بر اساس نمودارهای وبسایت «فلایت رادار ۲۴» W578 و W579 است با اطلاعات پروازی شرکت ماهان در سایت انگلیسی آن مطابقت دارد. این شرکت در سایت فارسی خود اطلاعات پروازی به مقصد چین را منتشر نکرده‌است. در تمام این ۱۸ روز، پروازهای ماهان هر هفته غروب روزهای یکشنبه، سه‌شنبه و جمعه از تهران انجام شده و بامداد روز بعد در فرودگاه پکن به زمین نشسته‌است. پروازهای این هواپیمایی از پکن نیز صبح هنگام به وقت محلی انجام شده‌است. هواپیماهای مورد استفاده در این مسیر نیز ایرباس‌های مدل ۳۱۰ و ۳۴۳ بوده‌است.

#### پروازهای تهران- شانگهای
هواپیمایی ماهان در فاصله روزهای ۱۶ بهمن تا چهارم اسفند نیز از تهران به پرجمعیت‌ترین شهر چین یعنی شانگهای، ۱۴ پرواز داشته که آخرین آن صبح دوشنبه در فرودگاه این شهر فرود آمده.
پروازها از مبدأ شانگهای به فرودگاه امام خمینی تهران نیز ۱۲ مورد بوده که تمامی آنها با هواپیماهای ایرباس صورت گرفته.

##### پروازهای تهران- شنژن
شرکت هواپیمایی ماهان در این مدت نیز پنج پرواز از تهران به شنژن در جنوب چین را ترتیب داده. بر اساس گزارش وبسایت فلایت رادار ۲۴، چهار مورد پرواز برگشتی از این شهر نیز در فرودگاه امام خمینی تهران به زمین نشسته‌است.

#### پروازهای تهران- گوانگجو
در این ۱۸ روز، پروازهای هواپیمایی ماهان از پایتخت ایران به گوانگجو پنج مورد و پروازهای بالعکس نیز همین تعداد بوده‌است.
ادعای مقام‌های ایرانی دربارهٔ توقف پروازها به چین و بالعکس در حالی صورت می‌گیرد که چانگ هوا، سفیر چین در تهران، روز ۱۳ بهمن در توئیتی نوشت که «در دیدار با جناب آقای عرب‌نژاد، مدیر عامل شرکت هواپیمایی ماهان، ایشان اعلام کردند که تمایل دارند همکاری با چین را ادامه دهند».
برخی این تصمیم این شرکت هواپیمایی را «سودجویی با ویروس کرونا» نامیدند.
این امر در حالی بود که وزارت بهداشت ایران خواستار تعلیق پروازهای ایران به چین شده بود.

## ادعای حمله بیولوژیکی
شهروز برزگر، عضو کمیسیون امنیت ملی و سیاست خارجی مجلس ایران، گفت بخشی از ویروس کرونا در گیلان و قم کاملاً با ویروس ووهان چین متفاوت است به عبارت دقیق‌تر مشخص نیست که منشأ ویروس دوم از کجاست. او احتمال داد ویروس با منشأ نامعلوم از نوع بیوتروریسم آمریکا باشد. وزارت بهداشت این ادعا را رد کرد.

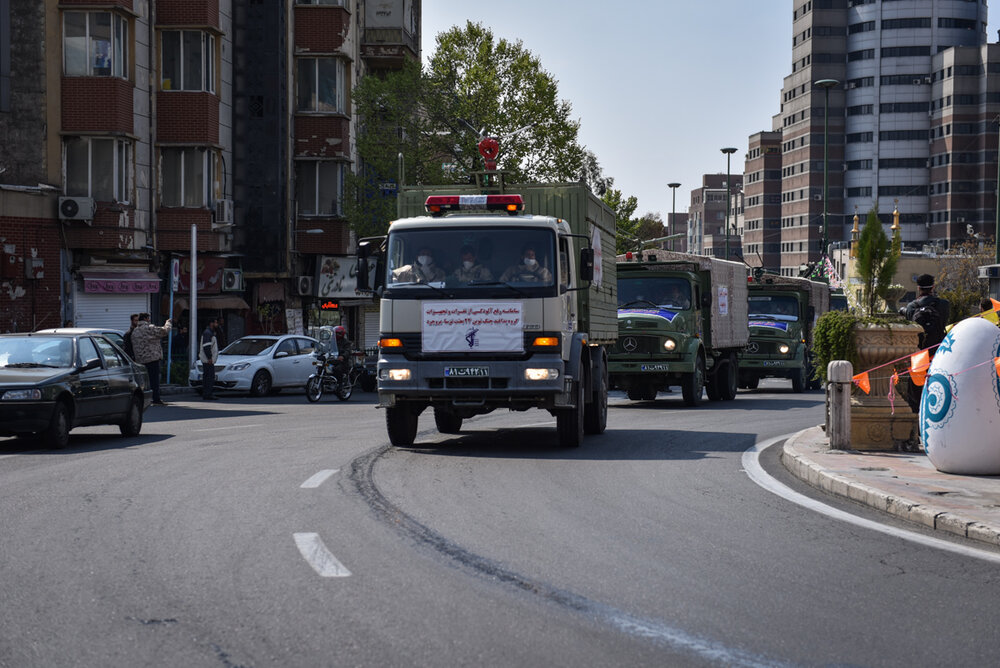
رزمایش دفاع بیولوژیک نیروی زمینی سپاه پاسداران انقلاب اسلامی.

در ۲۲ اسفند ۱۳۹۸ سید علی خامنه‌ای، در فرمانی خطاب به محمدحسین باقری، رئیس ستاد کل نیروهای مسلح جمهوری اسلامی ایران، برای تشکیل قرارگاه بهداشتی و درمانی مقابله با کرونا احتمال اینکه که شیوع ویروس کرونا در ایران حمله بیولوژیکی باشد را مطرح کرد. وی مشخص نکرده که چه شواهدی برای فرضیه حمله بیولوژیک وجود دارد و احتمال تأیید آن چقدر است، اما در عین حال گفته که تشکیل قرارگاه بهداشتی و درمانی می‌تواند جنبه رزمایش دفاع بیولوژیک هم داشته باشد. تاکنون در بررسی‌های مستقل دانشمندان و پزشکان، مستنداتی از اینکه ویروس جدید کرونا و بیماری کووید-۱۹ ساختهٔ دست بشر باشد مطرح نشده‌است. حبیب‌الله سیاری، معاون هماهنگ‌کننده ارتش ایران گفته‌است که به‌دنبال فرمان خامنه ای، از سوی ستاد کل نیروهای مسلح ایران دستوری برای برگزاری «رزمایش برای آمادگی حمله بیولوژیک احتمالی» دریافت کرده‌است.
در ۳ فروردین ۱۳۹۹، سید علی خامنه‌ای، رهبر جمهوری اسلامی ایران، اتهام احتمالی «تولید ویروس کرونا و درست‌کردن نسخه‌ای از آن مخصوص ایرانی‌ها» با استفادهٔ از آشنایی‌های ژنتیک ایرانی را علیه مقام‌های آمریکایی مطرح کرد و گفت به همین دلیل ایران برای مقابله با کرونا از آمریکا کمک نمی‌گیرد. وی در قسمتی از سخنرانی خود با اشاره به آیه ۱۱۲ سوره انعام گفت «هم دشمنان جنّی، هم دشمنان انسی وجود دارند و اینها به هم کمک هم می‌کنند؛ سیستم‌های اطّلاعاتیِ خیلی از کشورها علیه ما با همدیگر همکاری می‌کنند» به روایت رادیو زمانه رهبر ایران در این فراز از سخنانش به احتمال همکاری جن و انس در شیوع کرونا در ایران اشاره کرده‌است در مقابل خبرگزاری تسنیم این روایت را تحریف سخنان علی خامنه‌ای برشمرده است.
در مقابل مورگان اورتاگس، سخنگوی وزارت امور خارجه ایالات متحده با تئوری توطئه خواندن سخنان خامنه‌ای دربارهٔ ویروس کرونای جدید، آن را مضر، غیرمسوولانه و غلط خواند. وی اشاره کرد که اگر خامنه‌ای رهبر واقعی بود، برای مقابله با گسترش این ویروس میلیاردها دلاری که در صندوق مالی بدون مالیات خود انباشته کرده را به مردم ایران برمی‌گرداند. وزارت خارجه ایران هم در واکنش پیوند وبگاه گلوبال ریسرچ را منتشر کرد و نوشت چنانچه اتهام وارده از سوی جهانیان به دولت آمریکا در خصوص ویروس کرونا تئوری‌های توطئه ساخته ایران است، جای دوری نروید فقط به بخشی از سوالات مندرج در گلوبال ریسرچ پاسخ دهید. وزارت خارجه آمریکا در دومین واکنش، اظهارات رهبر ایران دربارهٔ این بیماری را ساختگی خواند.
در پژوهشی که در مجله علمی نیچر منتشر شده‌است گروهی از پژوهشگران گفته‌اند نتیجه مطالعه آنها بر ساختار ژنتیک ویروس جدید کرونا به روشنی نشان می‌دهد که این ویروس نتیجه تکامل طبیعی در خانواده ویروس سارس (سندروم حاد تنفسی) بوده‌است.